# Shimpis
Shimpis ist eine Ortschaft und eine Parroquia rural („ländliches Kirchspiel“) im Kanton Logroño der ecuadorianischen Provinz Morona Santiago. Die Parroquia besitzt eine Fläche von 260,1 km². Die Einwohnerzahl lag im Jahr 2010 bei 1893. Die Bevölkerung besteht größtenteils aus Shuar.

## Lage
Die Parroquia Shimpis liegt an der Westflanke der Cordillera de Kutukú. Das Verwaltungsgebiet besitzt eine Längsausdehnung in Ost-West-Richtung von 17 km sowie in Nord-Süd-Richtung von 19,5 km. Der Río Upano fließt entlang der westlichen Verwaltungsgrenze nach Süden. Der Río Chiguaza entwässert einen Großteil des Areals nach Westen zum Río Upano. Entlang der nordöstlichen Verwaltungsgrenze fließt der Río Sepa, ein weiterer Nebenfluss des Río Upano, nach Nordwesten. Entlang der östlichen Verwaltungsgrenze verläuft die Wasserscheide zum Einzugsgebiet des weiter östlich verlaufenden Río Yaupi. Der 640 m hoch gelegene Hauptort Shimpis befindet sich 2 km südöstlich vom Kantonshauptort Logroño.
Die Parroquia Shimpis grenzt im Norden an die Parroquia Huambi (Kanton Sucúa), im Osten an die Parroquia Yaupi, im Süden und im Südwesten an die Parroquia San Francisco de Chinimbimi (Kanton Santiago) sowie im Westen an die Parroquia Logroño.

## Orte und Siedlungen
In der Parroquia Shimpis gibt es neben dem Hauptort Shimpis folgende Comunidades: Najempaim, San Miguel, San Antonio, La Unión, Chiwias, 13 Hijos, Unumkis, Comuna Grande, Washmas, Mashinkiash und Nuevo Israel.

## Geschichte
Die Parroquia Shimpis wurde am 22. Januar 1997 gegründet.